# Антон Манушев
Антон Георгиев Манушев е български финансист и политик от Народнолибералната партия.

## Биография
Роден е през 1864 г. в град Самоков. През 1882 г. завършва Габровската гимназия. В периода 1885-1901 г. е чиновник в Дирекцията на земеделието и търговията и директор на земеделските каси. През 1891 г. завършва финанси в Брюкселския свободен университет. Завръща се в България, където работи в митниците и в Министерството на финансите. От 1897 до 1903 година е началник на земеделските каси. През 1903 г. за няколко месеца е министър на финансите в кабинета на Рачо Петров.